# Parlakot
Parlakot fou un estat tributari protegit, el tipus zamindari, a l'extrem nord-oest de l'estat de Bastar a les Províncies Centrals.
Estava format per 67 pobles amb una superfície de 1.295 km² i una població el 1881 de 3.455 habitants. La capital era Palakot situada a 19° 47′ N, 80° 43′ E / 19.783°N,80.717°E